# Witold Kriejer
Witold Anatoljewicz Kriejer ros. Витольд Анатольевич Креер (ur. 12 października 1932 w Krasnodarze, zm. 1 sierpnia 2020) – rosyjski lekkoatleta startujący w barwach Związku Radzieckiego, trójskoczek, dwukrotny medalista olimpijski.
Zdobył brązowy medal w trójskoku podczas igrzysk olimpijskich w Melbourne w 1956, gdzie przegrał tylko z Brazylijczykiem Adhemarem Ferreirą da Silvą i Vilhjálmurem Einarssonem z Islandii. Podczas mistrzostw Europy w 1958 w Sztokholmie odpadł w eliminacjach.
Ponownie zdobył brązowy medal w trójskoku podczas igrzysk olimpijskich w 1960 w Rzymie, tym razem za Józefem Szmidtem i Władimirem Goriajewem. Startował jeszcze podczas mistrzostw Europy w 1962 w Belgradzie i podczas igrzysk olimpijskich w 1964 w Tokio, ale odpadał w eliminacjach.
Był mistrzem Związku Radzieckiego w trójskoku w 1960 i 1961, wicemistrzem w 1958 i 1962 oraz brązowym medalistą w 1957 i 1963. Po zakończeniu kariery był trenerem lekkoatletycznym.
Rekordy życiowe Kriejera:
- trójskok – 16,71 m (25 lipca 1961, Moskwa)